# Huta Nagodang
Huta Nagodang is een bestuurslaag in het regentschap Tapanuli Utara van de provincie Noord-Sumatra, Indonesië. Huta Nagodang telt 598 inwoners (volkstelling 2010).